# Australian Championships 1939
Turniej tenisowy Australian Championships, dziś znany jako wielkoszlemowy Australian Open, rozegrano w 1939 roku w Melbourne w dniach 20 - 28 stycznia.

## Zwycięzcy

### Gra pojedyncza mężczyzn
- John Bromwich (AUS) - Adrian Quist (AUS) 6:4, 6:1, 6:3

### Gra pojedyncza kobiet
- Emily Hood Westacott (AUS) - Nell Hall Hopman (AUS) 6:1, 6:2

### Gra podwójna mężczyzn
- John Bromwich (AUS)/Adrian Quist (AUS) - Colin Long (AUS)/Don Turnbull (AUS) 6:4, 7:5, 6:2

### Gra podwójna kobiet
- Thelma Coyne Long (AUS)/Nancye Wynne Bolton (AUS) - May Hardcastle (AUS)/Emily Hood Westacott (AUS) 7:5, 6:4

### Gra mieszana
- Nell Hall Hopman (AUS)/Harry Hopman (AUS) - Margaret Wilson (AUS) - John Bromwich (AUS) 6:8, 6:2, 6:3